# スバラシキセカイ
『スバラシキセカイ』は、日本の音楽ユニット、eufoniusの3枚目のアルバム。2006年5月24日にスターチャイルドより発売された。

## 概要
- eufoniusのメジャーデビューアルバムである。ミニアルバムと位置づけられている。
- シングル曲は、先行してスターチャイルドから発売されたものは収録されているが、ランティスより発売されたシングル2枚は収録されていない。
- 初回特典は、収録曲「はばたく未来〜album mix〜」のPVが収録されたエンハンスド仕様である。この中では、男女2人が手を繋ぎ歩く様子が早送りで収録されている。

## 収録曲
1.は作詞・作曲・編曲：菊地創、3.は作詞：逢瀬祭・ufotable・eufonius、作曲・編曲：菊地創、その他は作詞：riya、作曲・編曲：菊地創
1. リリア
2. スバラシキセカイ
3. ぼくらの時間
テレビアニメ『フタコイ オルタナティブ』エンディング主題歌。
4. ぐるぐる〜Himawari version〜
テレビアニメ『ひまわりっ!』エンディング主題歌。白石涼子による「太陽のかけら」とのスプリット・シングルが2006年に発売された。
5. はばたく未来〜album mix〜
2枚目のシングル。シングル版に比べエレキギターの音が抑えられている。
6. バランス
7. 柔らかい風の中で
「はばたく未来」のカップリング曲。テレビアニメ『双恋』エンディング主題歌。

## 参加ミュージシャン
- Drams - 張替智広（#1）
- Guitar - 高山一也（#1-5・7）
- Bass - 渡辺等（#1-6）
- Piano - ただすけ（#2・4・6）
- Strings - 西川八重ストリングス（#2・3・4・6）